# Костянтин Фока
Костянтин Фока (*Κωνσταντῖνος Φωκᾶς, д/н — 953/954) — військовий діяч Візантійської імперії.

## Життєпис
Походив з провінційної знаті. Син Барди Фоки Старшого, доместіка схол Сходу. Розпочав військову службу під орудою свого батька. У 945 році призначено стратегом феми Селевкія. В його обов'язок входив захист південних областей Малої Азії від нападів Хамданідів.
Брав участь у походах проти Алеппського емірату. У битві під Марашем 953 року візантійці зазнали поразки від Сайф ад-Діна Хамданіда, а Костянтин Фока потрапив у полон. Був вимушений брати участь у урочистому в'їзді Сайф ад-Діна до Алеппо, але близько 954 року раптово помер. За різними версіями, від хвороби, страчено арабами за відмову прийняти іслам, отруєно арабами або візантійцями.